# Flying Tiger Copenhagen
Flying Tiger Copenhagen (zuvor Tiger) ist ein dänisches Einzelhandelsunternehmen. Der erste Laden eröffnete 1995 in Kopenhagen. Ende 2022 hatte die Flying Tiger-Group 842 Filialen in 27 Ländern. Der Umsatz betrug im Geschäftsjahr 2022 4,75 Mrd. DKK.
Anfänglich verkaufte Tiger Waren aus Überproduktionen. Mittlerweile ist das Unternehmen eine eigenständige Marke: Viele Produkte werden durch eigene Designer entworfen und auch nur bei Tiger verkauft.

## Geschichte
Ausgehend von einem Reparaturservice für Regenschirme aus dem Handelsunternehmen von Lennart Lajboschitz’ Vater und dem Import von Produkten aus Asien, entstand Lennarts Lajboschitz' erstes Einzelhandelsgeschäft in Kopenhagen 1987.
Im Jahr 1991 gründete Lennart Lajboschitz das Unternehmen Zebra A/S und eröffnete 1995 seinen ersten Laden namens „Zebra“. Mit dem zweiten Shop wurde der Name „Tiger“ geschaffen. Daraus entstand die „Tiger“-Handelskette.
2001 wurde der erste Shop außerhalb Dänemarks eröffnet, in Reykjavík, Island.
Die Tiger-Stores außerhalb Dänemarks werden als ausgegliederte Unternehmen geführt.
In Deutschland gibt es Tiger seit Ende 2006. Der erste Shop wurde in Flensburg eröffnet. Alle Produkte werden zu Festpreisen in Deutschland angeboten. Das Warenangebot besteht aus Standardwaren und wechselndem Sortiment. Im Angebot sind Waren des täglichen Bedarfs. 2010 hatte Tiger nach eigenen Angaben 100 Filialen in 10 Ländern und zählte 2015 mit 585 Shops europaweit über 80 Millionen Kunden.
Mitte 2016 wurde der Name in „Flying Tiger Copenhagen“ geändert. Ende 2016 hatte sich die Zahl der Standorte auf 745 Filialen in 30 Ländern erweitert.
Bis Anfang 2021 war die Kette auf 908 Filialen in 27 Ländern gewachsen und kündigte die Eröffnung von mehr als 200 weiteren Läden in den folgenden zwei Jahren an.

## Geschäftsleitung
Im Oktober 2012 verkaufte Lennart Lajboschitz 70 Prozent seiner Anteile an die Private-Equity-Fonds EQT VI von EQT Investors.
Langjähriger Geschäftsführer war Christian Mariager, er war seit 2013 Mitarbeiter des Unternehmens und verließ die Firma im Oktober 2016. Im Januar 2015 wurde Xavier Vidal zum Geschäftsführer ernannt. Im Januar 2017 gab das Unternehmen einen erneuten Wechsel bekannt: Michael Hauge Sørensen ersetzt den bisherigen Geschäftsführer Xavier Vidal als Interims-CEO.
Im Februar 2021 gab Flying Tiger Copenhagen bekannt, dass die dänische Investmentfirma Treville die Anteile von Lennart Lajboschitz und EQT übernimmt. Der Verwaltungsrat wurde mit drei Mitgründern und Eigentümern von Treville neu besetzt, Verwaltungsratspräsident wurde Nikolaj Vejlsgaard. CEO ist Martin Jermiin.

## Niederlassungen international

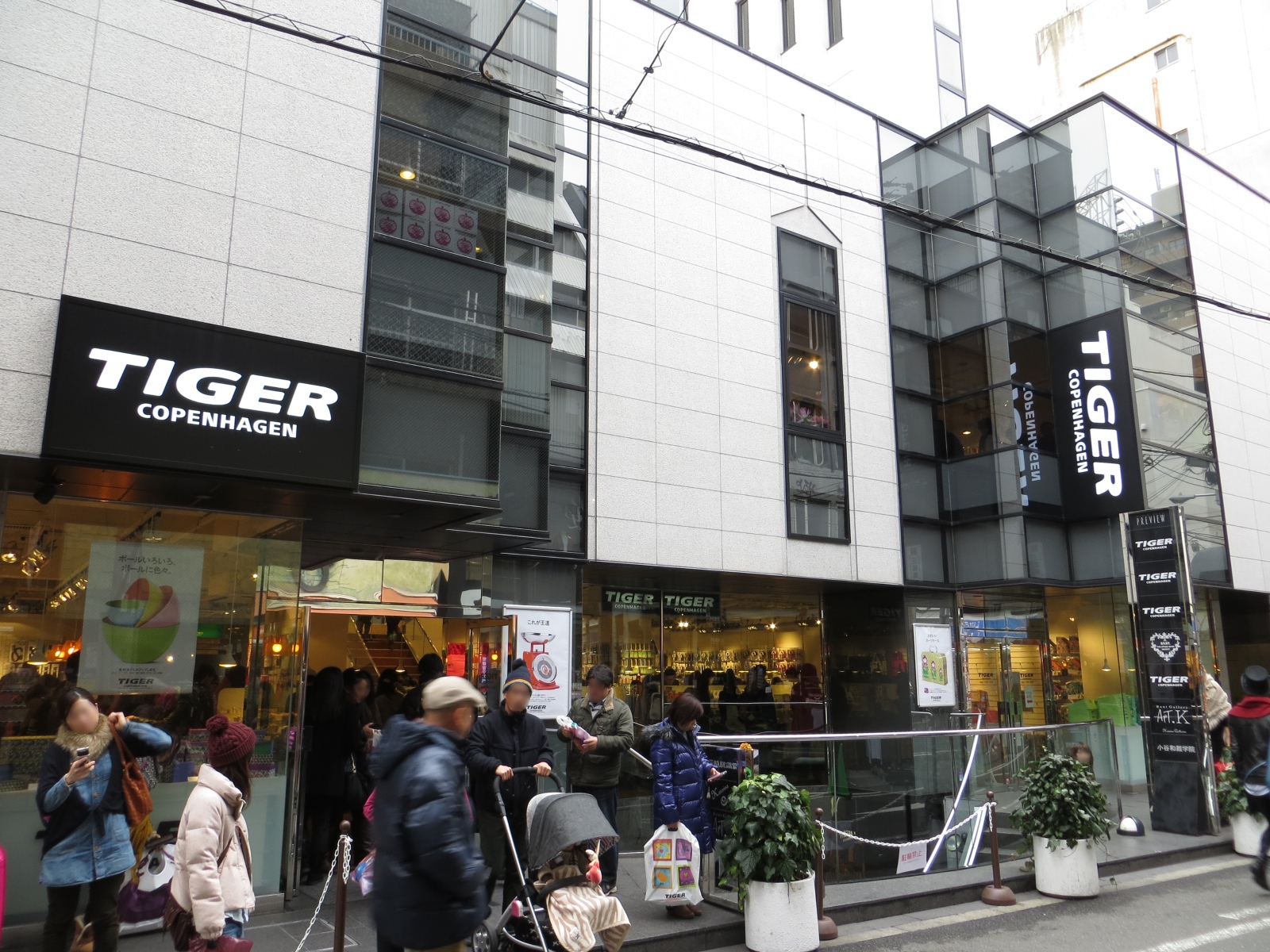
Tiger Store in Amerikamura, Chūō-ku, Osaka.

Ehemaliges Logo bis Mitte 2016

Stand: Mai 2018
| Land                   | Läden |
| ---------------------- | ----- |
| Spanien                | 119   |
| Italien                | 113   |
| Vereinigtes Königreich | 92    |
| Dänemark               | 76    |
| Deutschland            | 57    |
| Schweden               | 52    |
| Norwegen               | 45    |
| Frankreich             | 42    |
| Polen                  | 37    |
| Portugal               | 32    |
| Finnland               | 31    |
| Irland                 | 25    |
| Japan                  | 23    |
| Belgien                | 23    |
| Niederlande            | 22    |
| Tschechien             | 15    |
| Griechenland           | 12    |
| Österreich             | 14    |
| Schweiz                | 9     |
| Südkorea               | 8     |
| Vereinigte Staaten     | 8     |
| Estland                | 7     |
| Ungarn                 | 6     |
| Lettland               | 6     |
| Litauen                | 6     |
| Island                 | 5     |
| Slowakei               | 5     |
| Zypern                 | 4     |
| Malta                  | 3     |
| Färöer                 | 1     |